# Antheraea fusca
Antheraea fusca är en fjärilsart som beskrevs av Rothschild 1903. Antheraea fusca ingår i släktet Antheraea och familjen påfågelsspinnare. Inga underarter finns listade i Catalogue of Life.